# Boeslunde
Boeslunde kis dán település Sjælland szigetén, az azonos nevű Sjælland régióban, Slagelse község területén, hét kilométerre Skælskør városától. 2015-ben 782 lakosa volt.
A falu a közelében lévő bronzkori régészeti lelőhelyről nevezetes. A helyiek által Borgbjergnek (Várhegy) nevezett 15-20 méter magas, teraszos kiképzésű bronzkori halomban végzett ásatások során már 1842-ben, valamint 1874-ben jelentős leleteket tártak fel. Többek között papírvékony aranylemezből készült hat tálat találtak, melyek összsúlya 530 gramm volt.
2015 nyarán az ásatások során újabb, nagy nemzetközi feltűnést keltő aranylelet került felszínre: mintegy 2000 darab, egyenként 3 cm hosszú aranyspirál. A 2-300 gramm összsúlyú, az i. e. 9. századra datálható bronzkori leletet bemutatták a Skælskøri Városi Múzeumban, mielőtt továbbszállították volna a koppenhágai Dán Nemzeti Múzeumba.

## Fordítás
- Ez a szócikk részben vagy egészben a Boeslunde című svéd Wikipédia-szócikk ezen változatának fordításán alapul.  Az eredeti cikk szerkesztőit annak laptörténete sorolja fel. Ez a jelzés csupán a megfogalmazás eredetét és a szerzői jogokat jelzi, nem szolgál a cikkben szereplő információk forrásmegjelöléseként.